# Seznam teologov
Seznam teologov je krovni seznam.

## Seznami
- Albanci | Alžirci | Američani | Angleži | Arabci | Argentinci | Armenci | Avstralci | Avstrijci | Bengalci | Belgijci | Belorusi | Bolgari | Bosanskohercegovci | Brazilci | Britanci | Čehi | Čilenci | Črnogorci | Čuvaši | Danci | Egipčani | Estonci | Finci | Francozi | Grki | Gruzinci | Gvatemalci | Haitčani | Hrvati | Indijci | Iranci | Iračani | Irci | Islandci | Italijani | Izraelci | Japonci | Judje | Južnoafričani | Kanadčani | Kenijci | Kitajci | Kolumbijci | Kubanci | Latvijci | Libanonci | Litovci | Madžari | Makedonci | Malgaši | Maročani | Mehičani | Nemci | Nigerijci | Nikaragvanci | Nizozemci | Norvežani | Novozelandci | Palestinci | Paragvajci | Perujci | Perzijci | Poljaki | Portugalci | Rimljani | Romuni | Rusi | Senegalci | Slovaki | Slovenci | Srbi | Škoti | Španci | Švedi | Švicarji | Trinidadčani | Turki | Ukrajinci | Urugvajci | Uzbekistanci | Valižanci | Venezuelci